# Grödner Bahn
| |                         |                                              |                                  |
| Streckenlänge: | 31,00 km                |                                              |                                  |
| Spurweite: | 760 mm (Bosnische Spur) |                                              |                                  |
| Maximale Neigung: | 51 ‰                    |                                              |                                  |
| Minimaler Radius: | 38 m                    |                                              |                                  |
| |                         |                                              |                                  |
| \| \| 0,00 \| Klausen/Chiusa Übergang zur Brennerbahn \| 520 m s.l.m. \| \| \| \| Gramphofen-Tunnel (92 m) \| \| \| \| \| Löchlgraben-Tunnel (83 m) \| \| \| \| \| Löchlgraben \| \| \| \| 6,81 \| Lajen-Ried/Novale di Laion \| 781 m s.l.m. \| \| \| \| Flötzen-Tunnel (117 m) \| \| \| \| \| Karlgraben-Tunnel (87 m) \| \| \| \| \| Kienbach-Tunnel (214 m) \| \| \| \| 13,26 \| St. Peter/S. Pietro \| 1035 m s.l.m. \| \| \| 17,00 \| Runggaditsch/Roncadizza \| 1152 m s.l.m. \| \| \| 19,93 \| St. Ulrich/Ortisei \| 1224 m s.l.m. \| \| \| \| Pfarrhaus-Tunnel (40 m) \| \| \| \| 23,50 \| Soplases (Inner-Riedl) \| 1340 m s.l.m. \| \| \| 25,09 \| St. Christina/S. Cristina \| 1396 m s.l.m. \| \| \| \| Kehrtunnel St. Christina (203 m) \| \| \| \| 27,00 \| Fischburg (Regensburgerhütte)/Castel Gardena \| 1454 m s.l.m. \| \| \| 28,10 \| La Pozza \| 1495 m s.l.m. \| \| \| 29,90 \| Wolkenstein/Selva \| 1562 m s.l.m. \| \| \| 31,41 \| Plan \| 1592 m s.l.m. \| |                         |                                              |                                  |
| Kopfbahnhof Streckenanfang (Strecke außer Betrieb) | 0,00                    | Klausen/Chiusa Übergang zur Brennerbahn      | 520 m s.l.m.                     |
| Tunnel (Strecke außer Betrieb) |                         | Gramphofen-Tunnel (92 m)                     | Gramphofen-Tunnel (92 m)         |
| Tunnel (Strecke außer Betrieb) |                         | Löchlgraben-Tunnel (83 m)                    | Löchlgraben-Tunnel (83 m)        |
| Brücke über Wasserlauf (Strecke außer Betrieb) |                         | Löchlgraben                                  | Löchlgraben                      |
| Bahnhof (Strecke außer Betrieb) | 6,81                    | Lajen-Ried/Novale di Laion                   | 781 m s.l.m.                     |
| Tunnel (Strecke außer Betrieb) |                         | Flötzen-Tunnel (117 m)                       | Flötzen-Tunnel (117 m)           |
| Tunnel (Strecke außer Betrieb) |                         | Karlgraben-Tunnel (87 m)                     | Karlgraben-Tunnel (87 m)         |
| Tunnel (Strecke außer Betrieb) |                         | Kienbach-Tunnel (214 m)                      | Kienbach-Tunnel (214 m)          |
| Bahnhof (Strecke außer Betrieb) | 13,26                   | St. Peter/S. Pietro                          | 1035 m s.l.m.                    |
| Haltepunkt / Haltestelle (Strecke außer Betrieb) | 17,00                   | Runggaditsch/Roncadizza                      | 1152 m s.l.m.                    |
| Bahnhof (Strecke außer Betrieb) | 19,93                   | St. Ulrich/Ortisei                           | 1224 m s.l.m.                    |
| Tunnel (Strecke außer Betrieb) |                         | Pfarrhaus-Tunnel (40 m)                      | Pfarrhaus-Tunnel (40 m)          |
| Haltepunkt / Haltestelle (Strecke außer Betrieb) | 23,50                   | Soplases (Inner-Riedl)                       | 1340 m s.l.m.                    |
| Bahnhof (Strecke außer Betrieb) | 25,09                   | St. Christina/S. Cristina                    | 1396 m s.l.m.                    |
| Tunnel (Strecke außer Betrieb) |                         | Kehrtunnel St. Christina (203 m)             | Kehrtunnel St. Christina (203 m) |
| Haltepunkt / Haltestelle (Strecke außer Betrieb) | 27,00                   | Fischburg (Regensburgerhütte)/Castel Gardena | 1454 m s.l.m.                    |
| Haltepunkt / Haltestelle (Strecke außer Betrieb) | 28,10                   | La Pozza                                     | 1495 m s.l.m.                    |
| Haltepunkt / Haltestelle (Strecke außer Betrieb) | 29,90                   | Wolkenstein/Selva                            | 1562 m s.l.m.                    |
| Kopfbahnhof Streckenende (Strecke außer Betrieb) | 31,41                   | Plan                                         | 1592 m s.l.m.                    |

Die Grödner Bahn war eine 31 km lange schmalspurige Lokalbahn, die vom heute in der italienischen Provinz Südtirol liegenden Bahnhof Klausen an der Brennerbahn nach Gröden fuhr. Die 1960 stillgelegte Bahn war in bosnischer Spurweite von 760 mm ausgeführt.

## Streckenverlauf

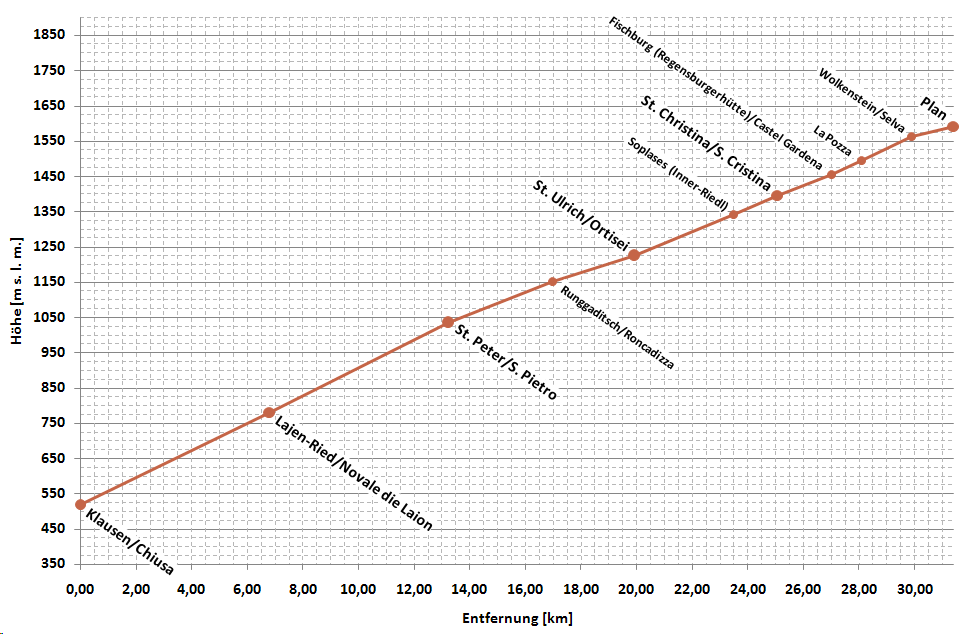
Vereinfachtes Höhenprofil der Bahnstrecke

Um den Ausgangspunkt im Bahnhof Klausen wand sich ein Kehrviadukt, um möglichst früh viel Höhe zu gewinnen. Die Bahn verlief entlang der Bergflanke durch Tunnel und über Brücken bis nach St. Ulrich. In St. Christina ist noch heute ein Kehrtunnel sichtbar. Die Trasse wurde fast auf der gesamten Länge auf Kunstbauten errichtet, um die für eine Eisenbahn ungünstige Topografie mit ihren großen Höhenunterschieden zu bewältigen.

## Geschichte

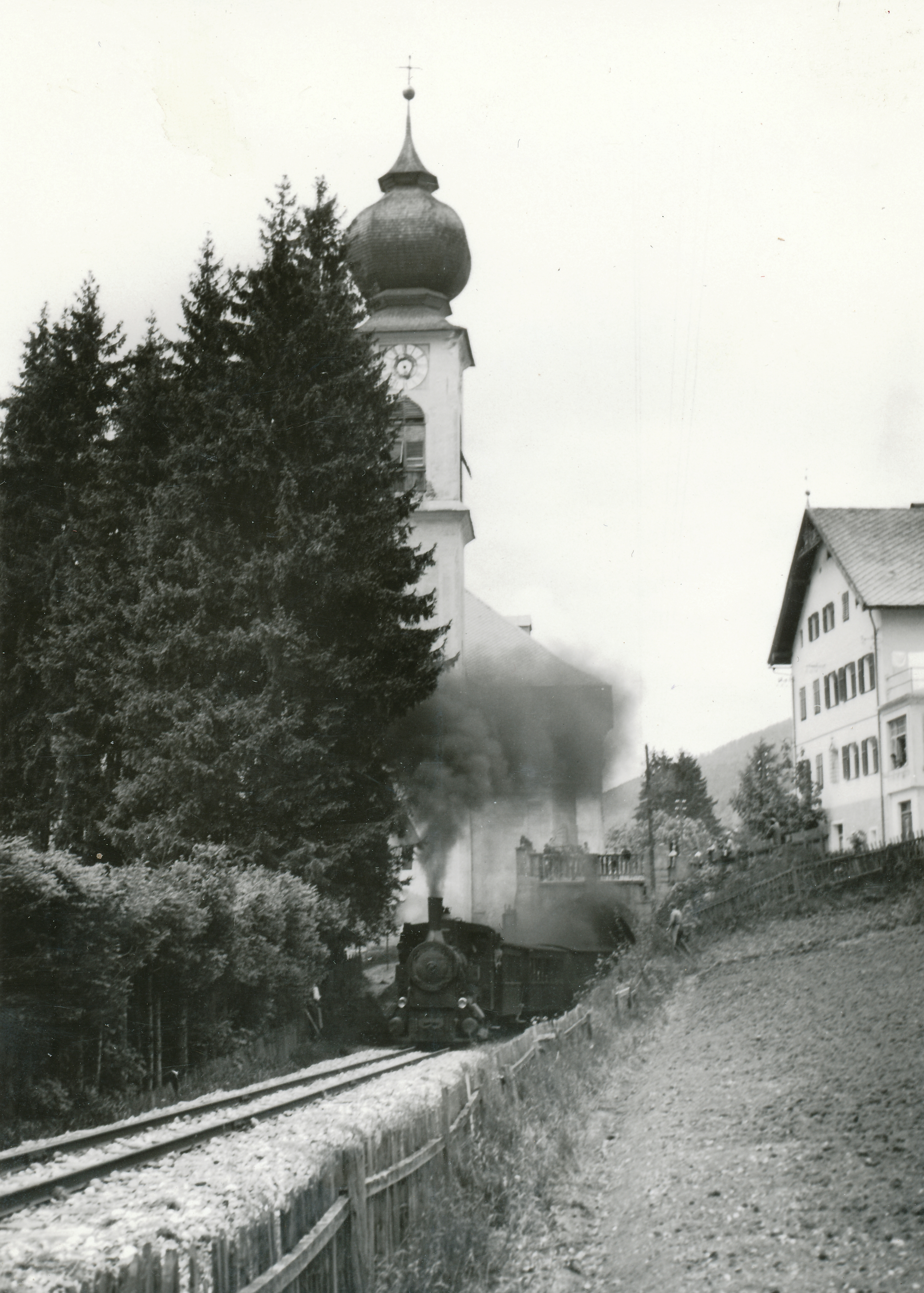
Die Bahn am 28. Mai 1960 in St. Ulrich, letzte Fahrt

Die Bahn wurde 1915/16 nach jahrelang vorausliegenden Studien und Denkschriften  als Heeresfeldbahn im Ersten Weltkrieg in einer Zeit von viereinhalb Monaten gebaut, um die damals an der dort verlaufenden Front zu Italien stationierten Einheiten mit Material versorgen zu können. Beim Bau waren bis zu 10.000 Arbeitskräfte im Einsatz: 500 Zivilarbeiter, 3.500 Militärarbeiter und Soldaten sowie 6.000 vornehmlich russische Kriegsgefangene. Die Dienststelle für Trassierung und Bauarbeiten leitete Leopold Oerley.
Um die Bahn möglichst schnell in Betrieb nehmen zu können, wurden die meisten Brücken zunächst aus Holz gebaut und erst später durch Steinbauten ersetzt.
Anlässlich des Bahnbaus wurde 1916 der Grödner Bildhauer Johann Baptist Moroder (1870–1932) durch Feldmarschall Conrad von Hötzendorf mit vier großen Skulpturen beauftragt: Der Heiligen Barbara, Schutzpatronin der Bergleute, den Aposteln Petrus und Paulus und mit einem österreichischen Reichsadler aus Beton. Das Monument wurde über Klausen aufgestellt und erhielt später eine Bronzetafel mit Angaben zur Geschichte der Bahn. Es war die erste Betonskulptur Südtirols.
Die Bahn war niemals besonders leistungsstark und schnell. Mit der aufkommenden Konkurrenz des Automobils führte das 1960 zur Stilllegung. Schließlich wurde zum Anlass der Alpinen Skiweltmeisterschaften 1970 ein Abschnitt der ehemaligen Trasse für den Kraftverkehr zur SS 242 dir umgebaut.

## Fahrzeuge
1916 wurde der Verkehr mit Lokomotiven aufgenommen, die von der in der heutigen Slowakei gelegenen Schmalspurbahn Ružomberok–Korytnica kúpele stammten. Die drei Lokomotiven waren von der Budapester Lokomotivfabrik MÁVAG gebaut worden und hatten zuvor die Betriebsnummern 1–3 der Rózsahegy–Korytniczai helyi érdekü vasút (R.K.V.).
Eigens für die Bahnstrecke wurden im Jahr 1916 sieben Vierkuppler bei Krauss in Linz gebaut. Diese wurde von der Heeresbahn in der Kategorie IVc eingereiht, in der Literatur werden sie auch in der Nomenklatur der kkStB als Baureihe K bezeichnet, obwohl sie niemals dieser Bahnverwaltung angehörten. Bei den Ferrovie dello Stato Italiane (FS) erhielten sie die Baureihenbezeichnung R.410.

## Rezeption
Einige Szenen des Films Flucht in die Dolomiten wurden in und an der Grödner Bahn gedreht. Regisseur und Hauptdarsteller des Films war Luis Trenker, der aus dem Grödner Tal stammte.

## Relikte
Die Trasse ist heute teilweise noch vorhanden und wird auch als Fußweg verwendet. Bahnhöfe und Kunstbauten sind noch vereinzelt erhalten. Auch sind Informationstafeln zu verschiedenen Themen bis nach Wolkenstein aufgebaut, unter anderem auch zur Bahn selbst.
Im Tunnel in St. Ulrich stellte der einheimische Künstler Egon Moroder Rusina im Oktober 2000 den Graphikzyklus Auflösung aus.
In St. Ulrich wurde in den 1980er Jahren eine Lokomotive der österreichischen Originalbauart auf einem Kinderspielplatz aufgestellt und 2008 auf das ehemalige Bahnhofsgelände in St. Ulrich versetzt. Am Bahnhof Klausen war ebenfalls lange eine Dampflok aufgestellt. Diese hatte allerdings zur Grödner Bahn keinen Bezug, sondern stammte von einer süditalienischen Schmalspurstrecke. Mittlerweile ist diese Lok durch ein Modell eines typischen Zuges der Grödner Bahn ersetzt worden. Das aufgegebene Kehrviadukt in Klausen ist ebenfalls noch vorhanden.
Außerdem existiert noch im unteren, durch die Straße Klausen–St. Ulrich überbauten Bereich das zu Ehren Conrad von Hötzendorfs errichtete Denkmal mit Adler-Skulptur. Zu dessen Füßen liegt ein altes Bahnviadukt, neben dem für die Straße eine neue Brücke mit größerem Kurvenradius errichtet wurde. Die weiteren zahlreichen Bauwerke dieses Teils wurden beim Straßenbau adaptiert, etwa durch Erweiterung der Tunnelprofile.
Im Jahr 2015 wurde auf Initiative der Südtiroler Landesabteilung für Mobilität eine Machbarkeitsstudie zur Reaktivierung der Grödner Bahn in Auftrag gegeben.

## Galerie

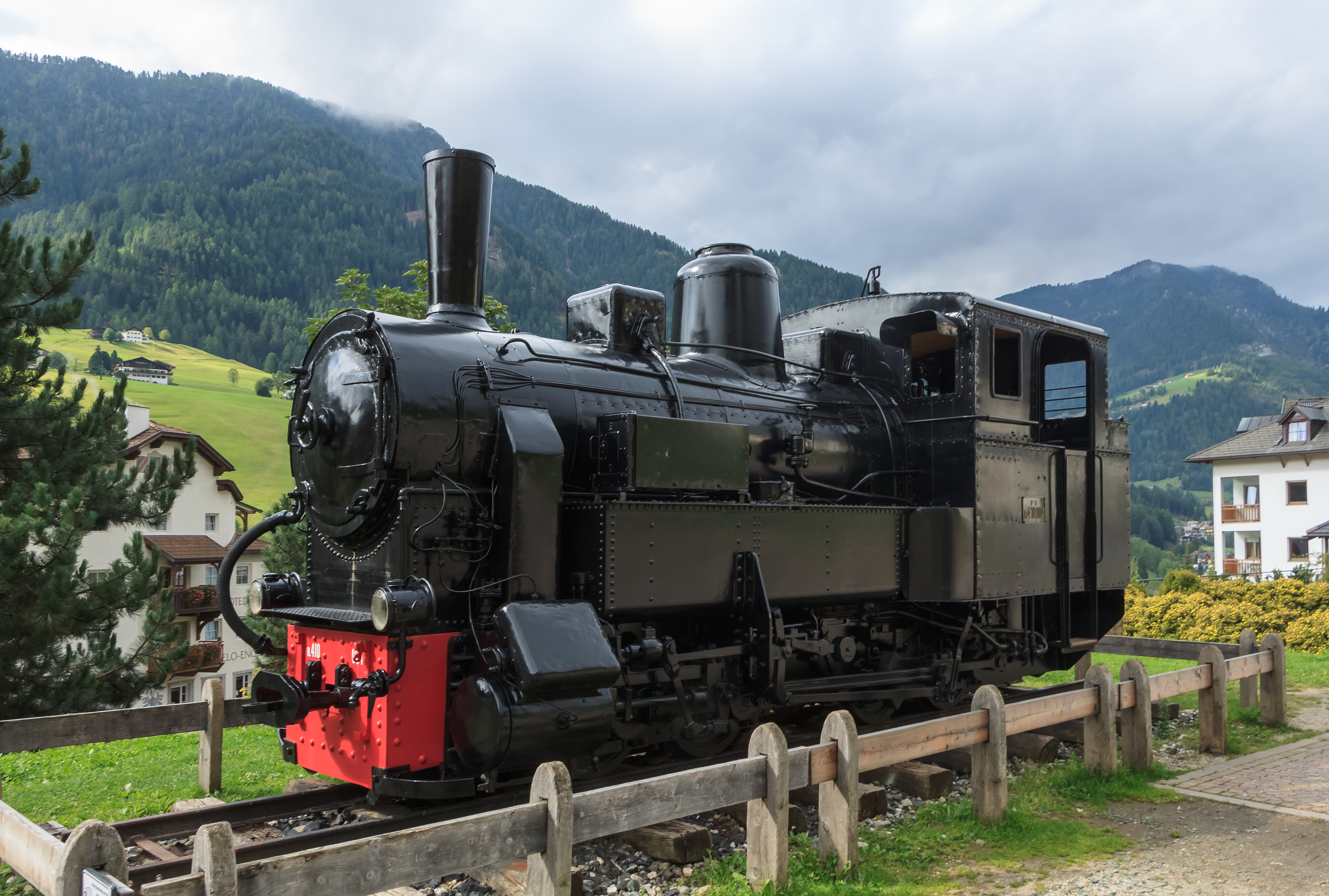
FS R.410.004, restauriert und mit neuem Anstrich
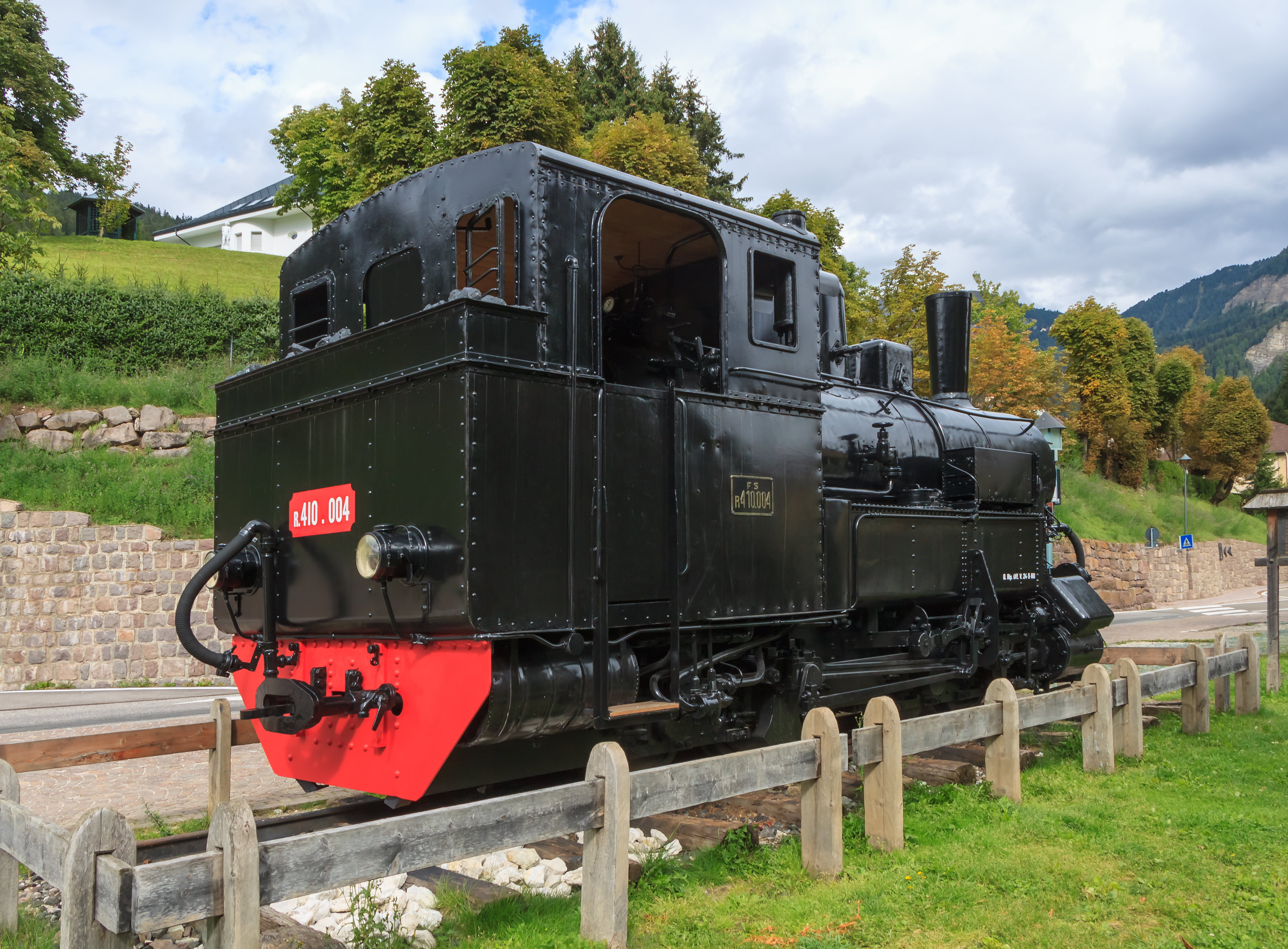
FS R.410.004, restauriert und mit neuem Anstrich
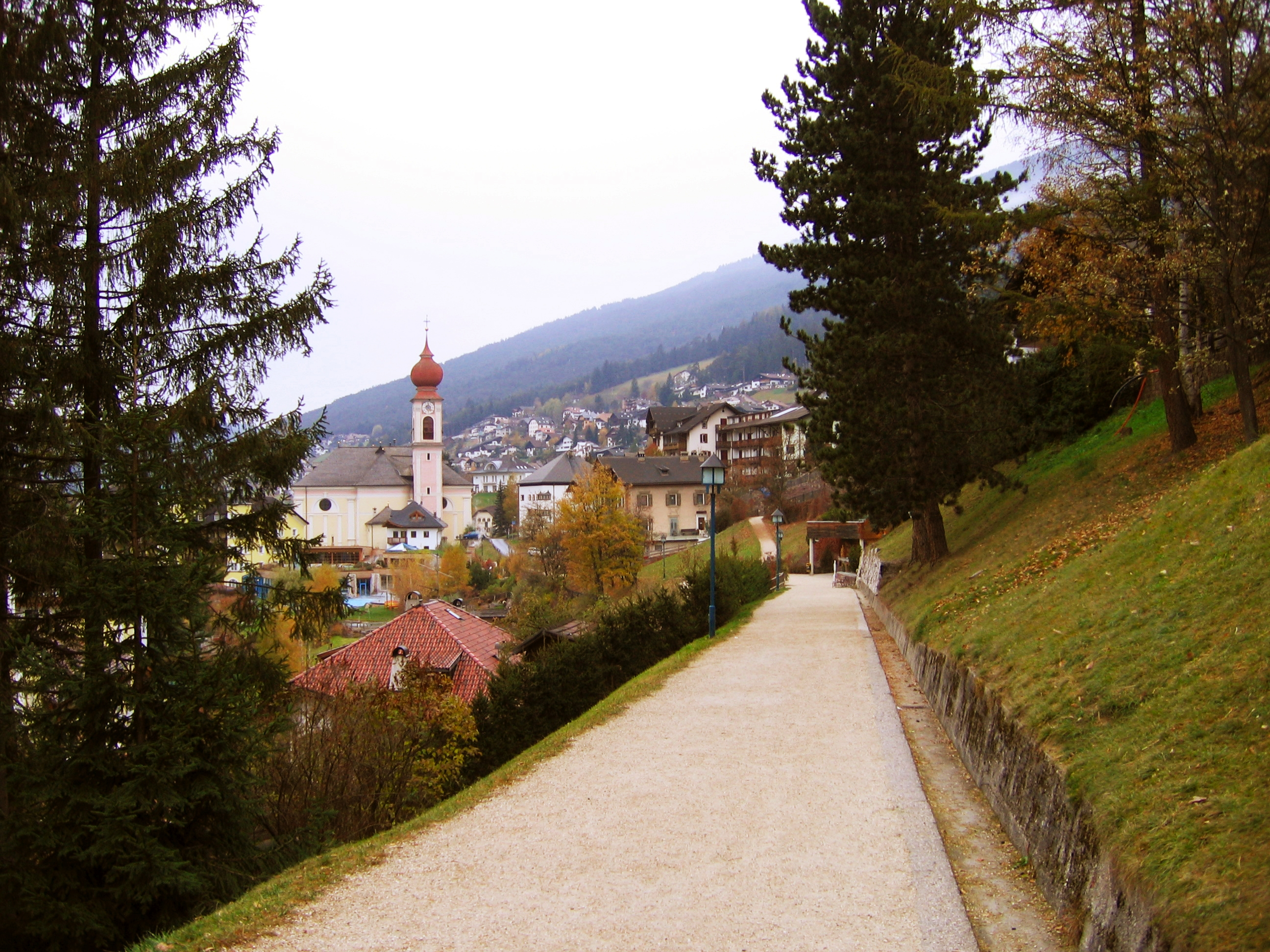
Ehemalige Trasse der Bahn in St. Ulrich
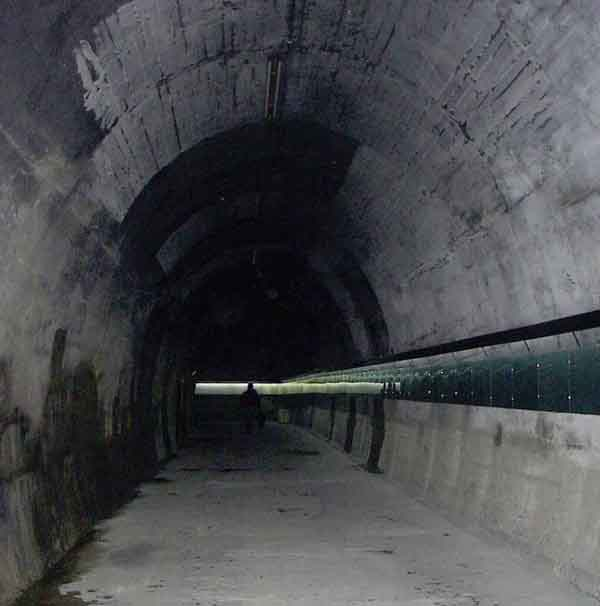
Auflösung – Graphik im Tunnel des Künstlers Egon Moroder Rusina
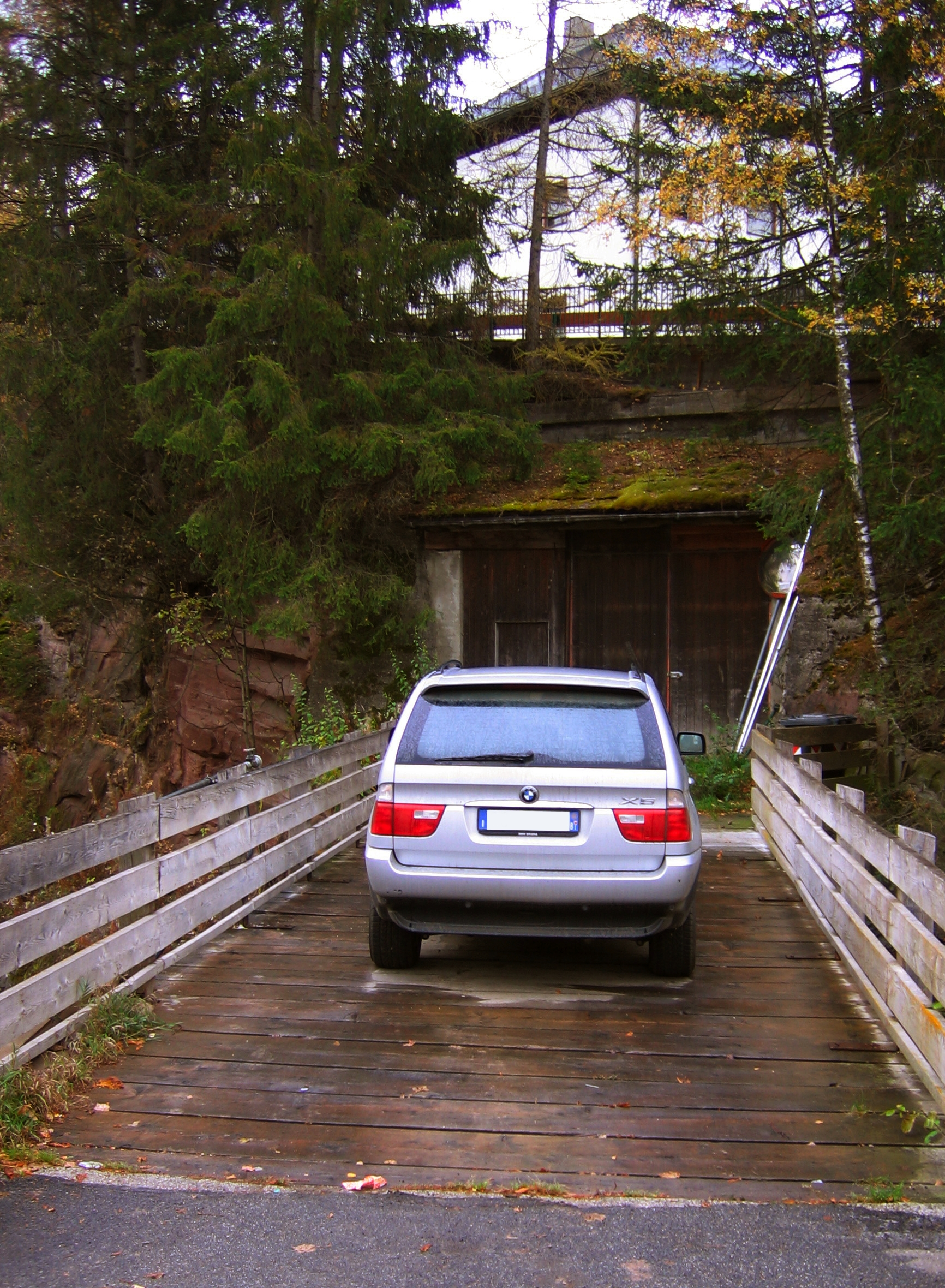
Tunnel in St. Ulrich
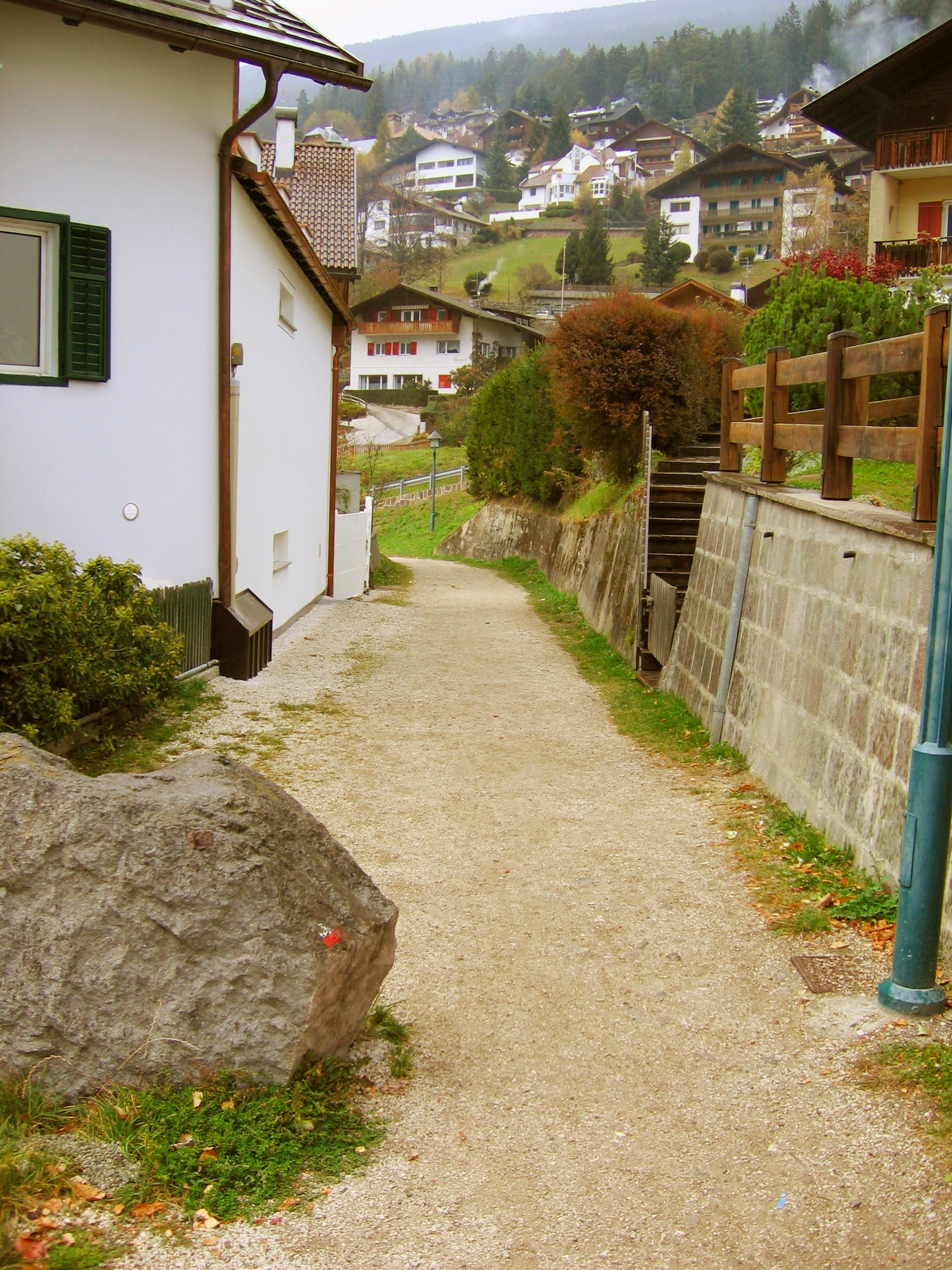
In der Nähe des ehemaligen Bahnhofs St. Ulrich
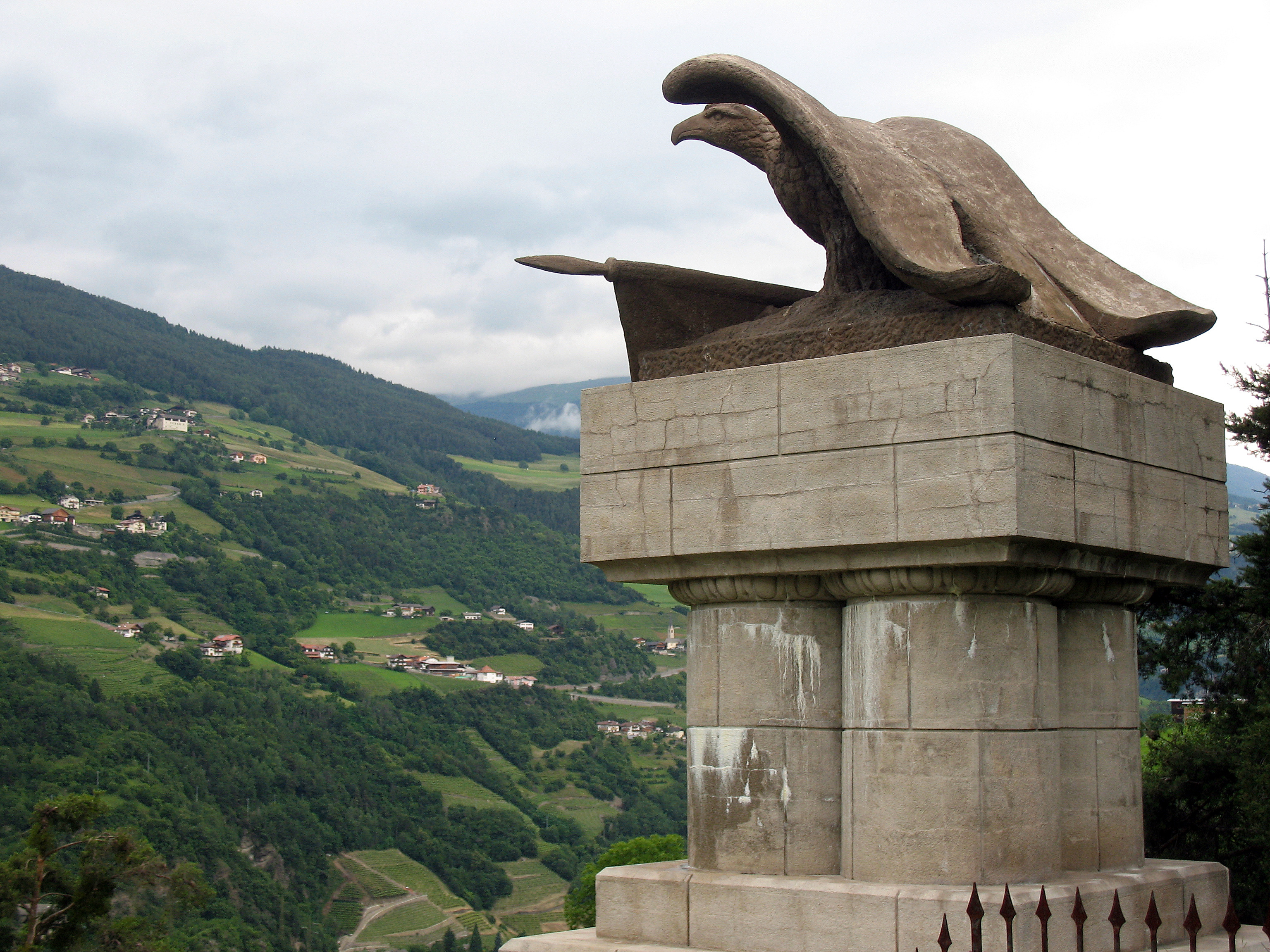
Denkmal für Feldmarschall Conrad von Hötzendorf bei Klausen
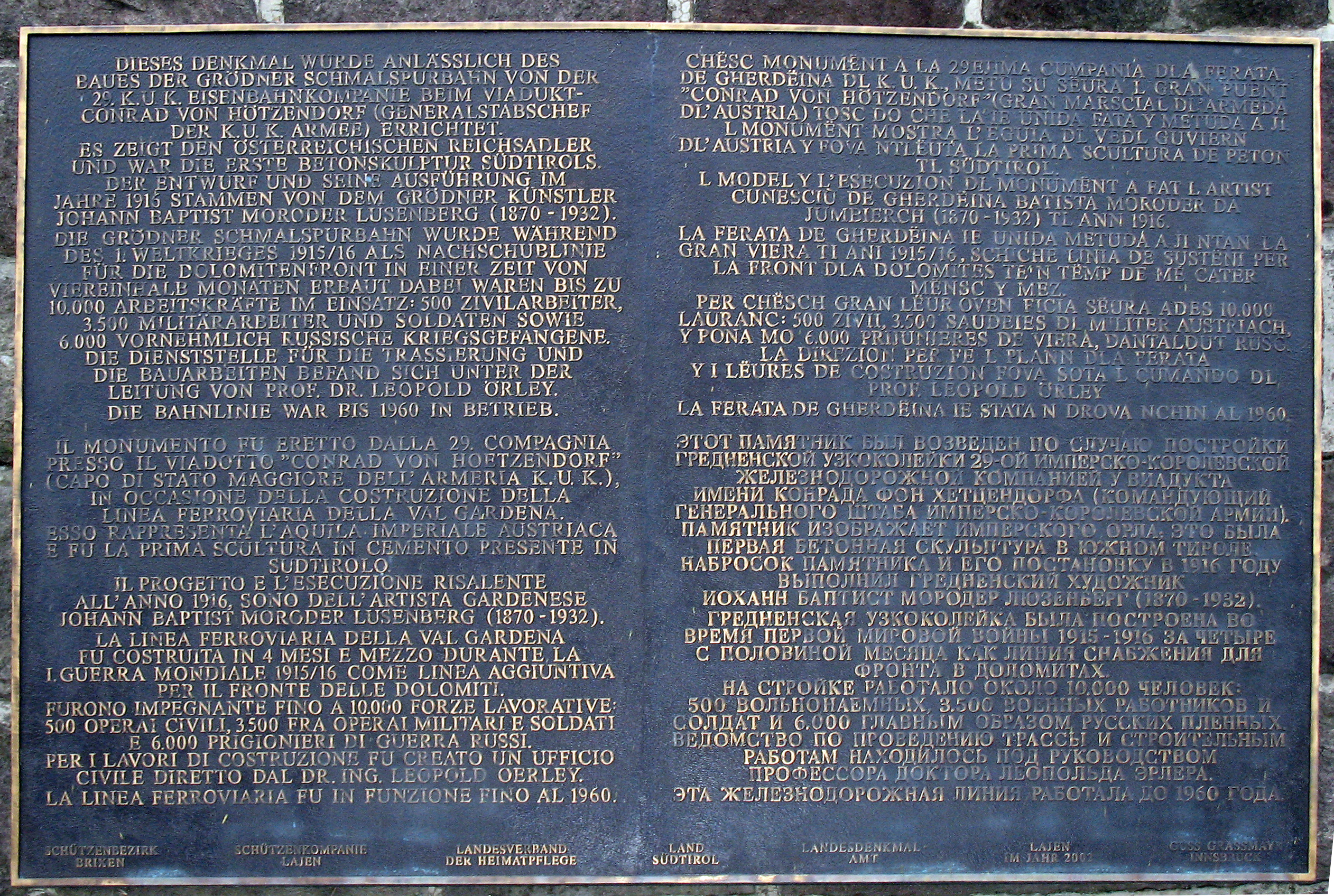
Gedenktafel am Conrad-von-Hötzendorf-Denkmal an der Bahntrasse oberhalb von Klausen
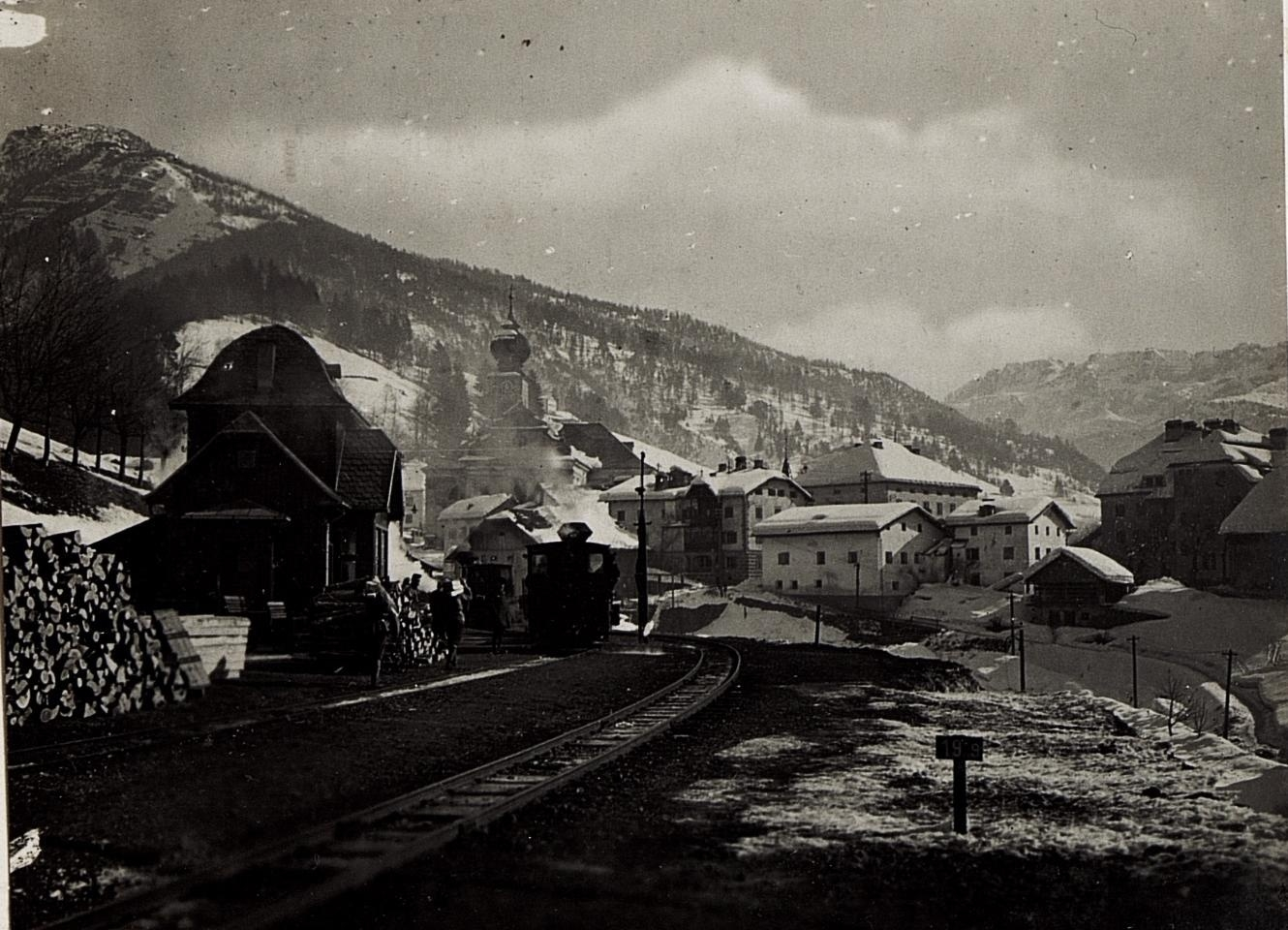
Bahnhof St. Ulrich im Ersten Weltkrieg
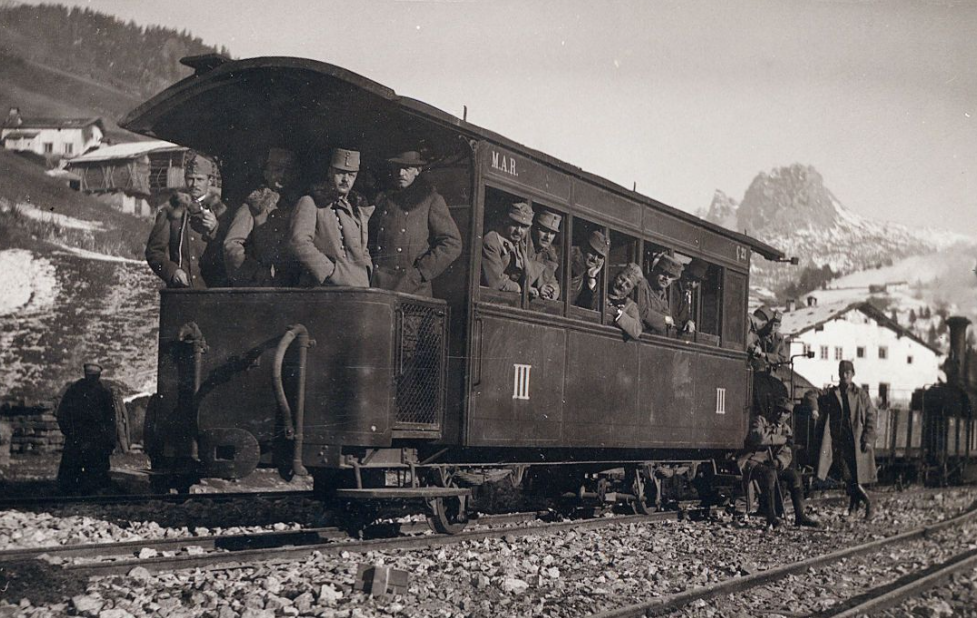
Achtfensterwagen C 21 der MAR mit Soldaten auf der Bahn während des Baus